# Jonathan Janson
Jonathan Janson (Londres, 5 de outubro de 1930 — 29 de novembro de 2015) foi um velejador britânico, medalhista olímpico. Ele competiu nos Jogos Olímpicos de Verão de 1956 na classe Dragon e conquistou a medalha de bronze, ao lado de Graham Mann e Ronald Backus. Eles navegaram no Bluebottle, barco de quilha idealizado pela Camper and Nicholsons, que havia sido um presente de casamento do Island Sailing Club para a então princesa Elizabeth e o príncipe Philip.
Em 1960, em Roma, formou-se como tripulante do Salamander sob o comando do capitão Mann terminou a regata em sétimo lugar.